# Von Roll
Von Roll (SIX : ROL) est une des plus anciennes sociétés industrielles installées en Suisse. 
La société Von Roll Holding AG se concentre sur les produits et systèmes destinés à la production et la distribution d’énergie ainsi qu’à de nombreux secteurs de l’industrie. Les activités Von Roll se divisent dans les segments d’affaires suivants : 
- Von Roll Insulation propose des produits d’isolation électrique, systèmes et services pour les turbogénérateurs, transformateurs et machines tournantes haute et basse tension.
- Von Roll Composites produit des matériaux et pièces composites pour une large variété d’applications industrielles. D’autres activités de Von Roll incluent la gestion du traitement de l’eau et des eaux usées.

Von Roll Holding AG emploie 1 536 collaborateurs répartis sur 20 sites dans 11 pays, et a réalisé en 2017 un chiffre d'affaires de CHF 332 millions[réf. non conforme].
Historiquement, Von Roll était un groupe industriel suisse spécialisé dans la sidérurgie, l'énergie, l'environnement, la construction de matériel ferroviaire, les remontées mécaniques, et autres constructions en acier.

## Histoire

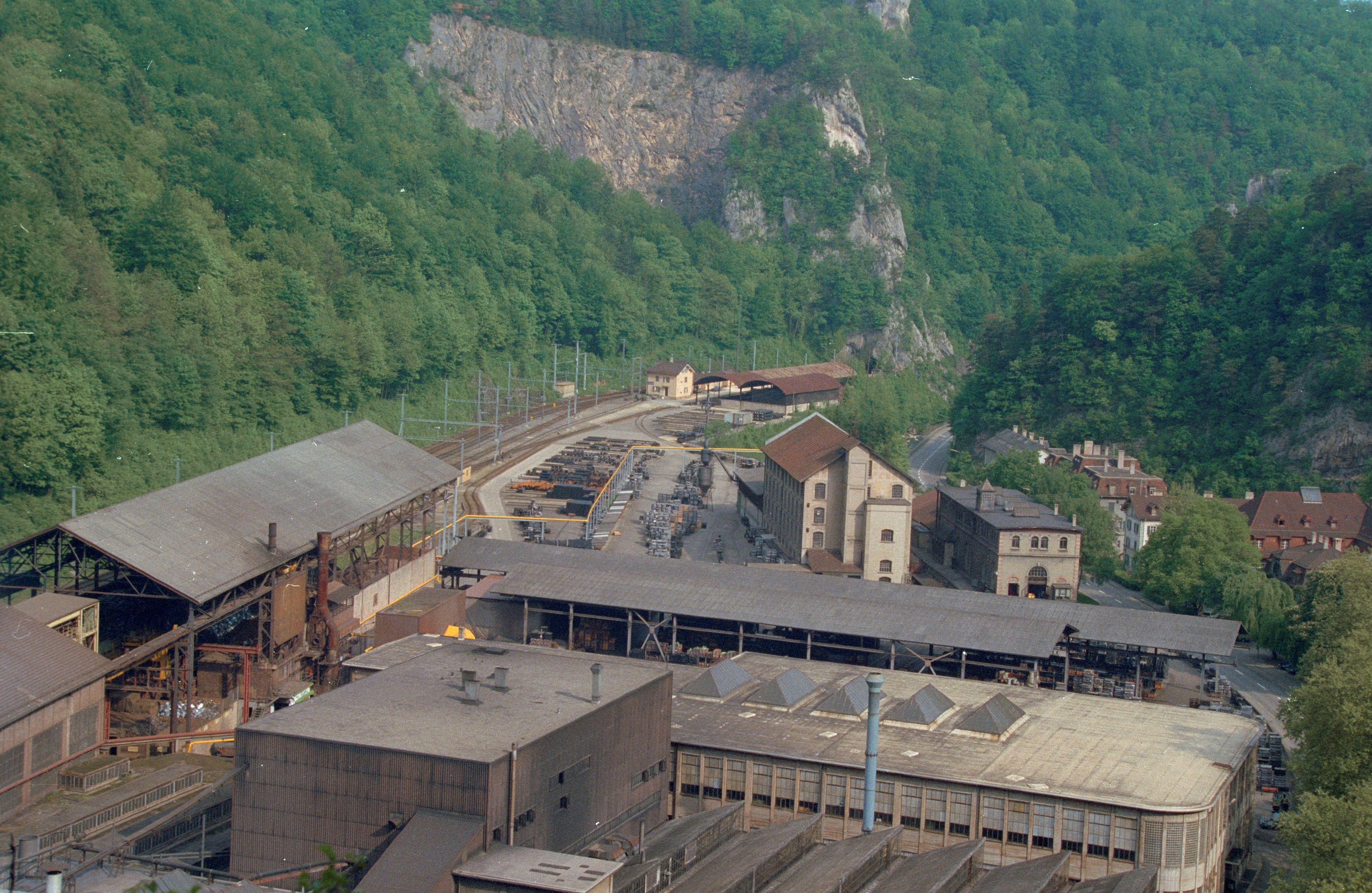
Fonderie Von Roll à Choindez (JU).

Von Roll est fondé en 1823 par Ludwig Von Roll.
En difficulté durant les années 1990, le groupe vend son unité de remontées mécaniques à la société Doppelmayr en 1996.
En 2003, le groupe Von Roll vend ses secteurs fonderie à un groupe d'investisseurs afin d'éviter la faillite. Les activités de fonderie ont obtenu l'autorisation de garder le nom vonRoll, sous l'appellation Von Roll Casting, bien que cette société ne fasse plus partie du groupe originel.
En 2003, Von Roll se sépare également de sa division environnement Von Roll Inova qui est reprise par le groupe Austrian Energy & Environment. En 2011, Inova en France est reprise par le groupe Altawest avec les activités AE&E France. Le reste des activités AE&E Inova est intégré au sein de Hitachi Zosen Inova et reste propriétaire des brevets. Le reste de la division « Inova » de Von Roll devenu Inova Semiconductors GmbH est spécialisé en technologies de fibres optiques, isolateurs et pièces de transmission électrique trouvant notamment leur application dans les énergies nouvelles, et n'est plus qu'un très lointain parent.
En 2008, Von Roll acquiert la société Elco Transformers qui produit et commercialise des transformateurs hautes performances. Cette société renommée Von Roll Transformers est revendue fin 2014 ; aujourd'hui[Quand ?], elle se nomme VRTPower.